# ماهیچه‌های نیم‌خاری
ماهیچه‌های نیم‌خاری (انگلیسی: Semispinalis muscles) یا عضلات نیم‌نخاعی، گروهی از ماهیچه‌ها هستند که به‌صورت رشته‌های مایل از زائده‌های خاری مهره‌ها به زائده‌های عرضی مهره‌های پایین‌تر متصل می‌شوند.
این گروه از عضلات در پشت گردن و بالای کمر به‌طور عمقی قرار گرفته و قابل لمس نیستند تمامی این عضلات از شاخه‌های خلفی و گردنی و پشتی عصب‌گیری می‌کنند؛ و به سه دسته تقسیم می‌شوند:
نیم‌خاری سری
نیم‌خاری گردنی
نیم‌خاری پشتی

## ماهیچه نیم‌خاری سری
ماهیچه نیم‌خاری سری (semispinalis capitis) از زائدهٔ عرضی پنج یا شش مهرهٔ فوقانی پشتی و چهار مهرهٔ تحتانی شروع شده و به استخوان پس‌سری ختم می‌شوند. کار این گروه اکستنشن سر می‌باشد.
خاستگاه: زواید عرضی مهره‌های پشتی (توراسیک) بالائی و مهره‌های گردنی (سرویکال) پائینی
پیوندگاه: استخوان پس‌سری
عصب‌گیری: از عصب زیر پس‌سری (suboccipital)، عصب پس‌سری بزرگ، شاخه‌های گردنی
کارکرد: باز کردن (بالا بردن) سر.

## ماهیچه نیم‌خاری گردنی
ماهیچه نیم‌خاری گردنی (semispinalis cervicis) از زائده‌های عرضی پنج یا شش مهرهٔ پشتی فوقانی و چهار مهرهٔ گردنی تحتانی شروع شده و به زائدهٔ شوکی دومین تا پنجمین مهرهٔ گردنی ختم می‌شوند و کارشان اکستنشن و چرخش ستون مهره‌ها در ناحیهٔ پشتی و گردنی است.
سر ثابت: زائده عرضی پنج یا شش مهره فوقانی پشتی و چهار مهره تحنانی
سر متحرک: زائده شوکی دومین تا پنجمین مهره گردنی
کارکرد: اکستنشن و چرخش ستون مهره‌ها در ناحیه پشتی و گردنی

## ماهیچه نیم‌خاری سینه
ماهیچه نیم‌خاری سینه (semispinalis thoracis) یا ماهیچه نیم‌خاری پشتی از زائده‌های عرضی ششمین تا دهمین مهرهٔ پشتی شروع شده و به زائده‌های خاری دو مهرهٔ گردنی تحتانی و چهار مهرهٔ فوقانی پشتی ختم می‌شوند و عمل آن‌ها اکستنشن و چرخش ستون مهره‌ها است.
خاستگاه: زواید عرضی مهره‌های پشتی (توراسیک) پائینی
پیوندگاه: زواید شوکی مهره‌های گردنی پائینی و مهره‌های پشتی بالائی
عصب‌گیری: از عصب نخاعی
کارکرد: باز کردن ستون مهره‌ها، چرخاندن ستون مهره‌ها

## نگارخانه

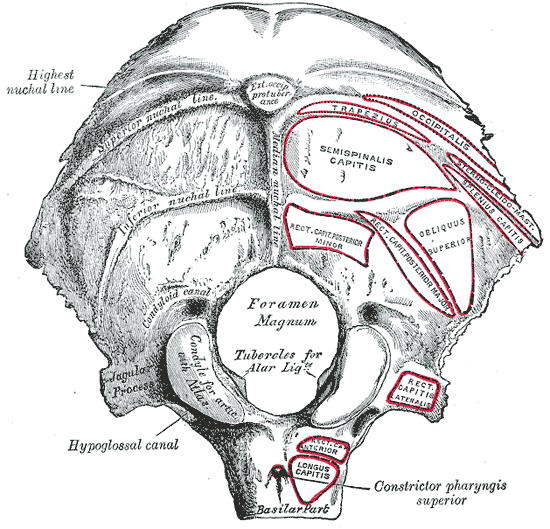
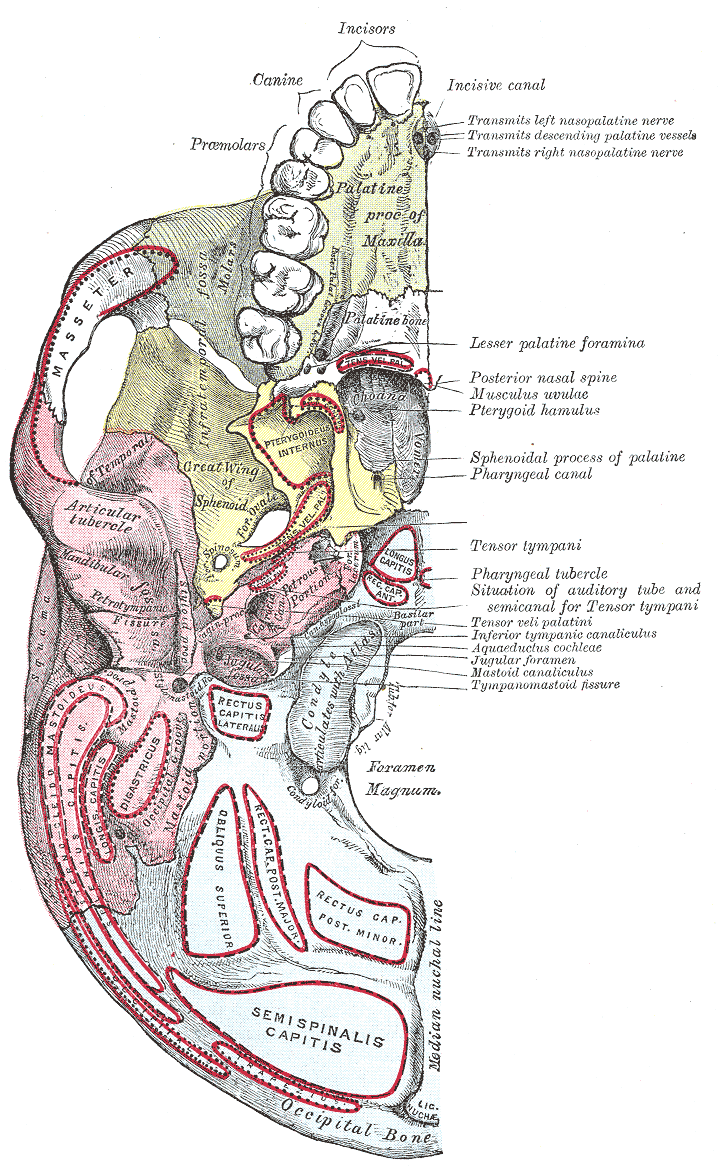
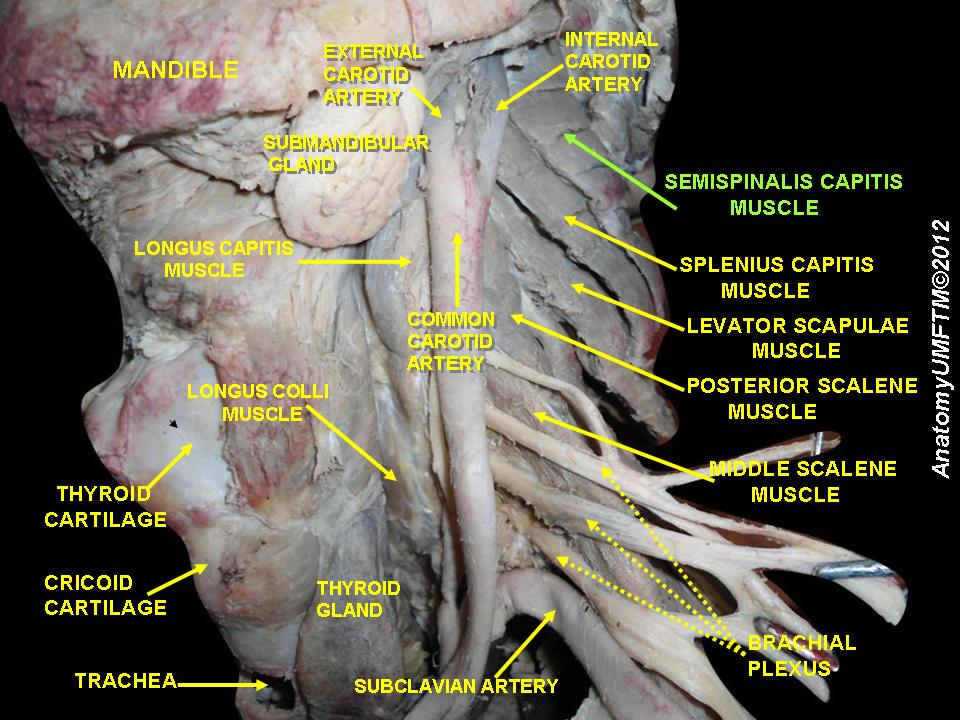
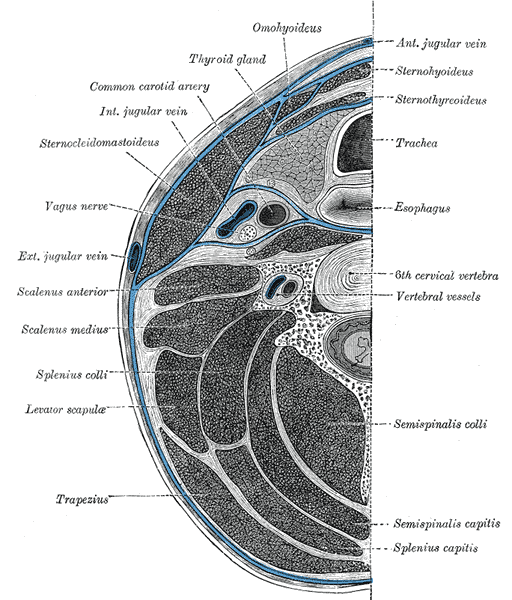